# 대증치료
대증치료(對症治療, symptomatic treatment)는 질병의 원인을 치료하는 것이 아닌, 질병의 증상만을 치료하는 의료 방법 중 하나이다. 이것은 질병의 현상과 증상을 감소시킴으로 환자에게 위로와 평안을 주는 것을 위함이다. 그뿐만 아니라, 유기적인 결과를 줄이고, 질병의 증상의 연결점을 약화시키는 데 도움이 된다.

## 실례
- 진통제
- 항염증제
- 감기약
- 항히스타민제
- 약의 부작용을 줄이는 치료

## 같이 보기
- 완화치료